# 謝良希納
50°30′38″N 28°33′9″E / 50.51056°N 28.55250°E
謝良希納（烏克蘭語：Селянщина）是烏克蘭北部的村莊，隸屬日托米爾州的日托米爾區。該村始建於1650年，面積1.8平方公里，海拔高度215米，2024年人口281，人口密度每平方公里223.89人。